# Aviastroitel AC-5M
Dimensions
L'Aviastroitel AC-5M est un motoplaneur monoplace russe. 

## Origine
Évolution de l'AC-4 conçu pour répondre à la norme JAR-22, ce monoplan à aile cantilever construit en fibre de verre, résine époxy et plastique se caractérise par un fuselage à structure monocoque dans lequel se trouve un moteur bicylindre Zanzoterra (MZ-35 à carburateur ou MZ-35i à injection) de 25 ch. Ce moteur, situé au plus près du centre de gravité, est monté au sommet d'un mât relevable manuellement au-dessus du fuselage pour assurer un décollage autonome. Les trappes du logement dorsal se referment automatiquement quand le moteur est sorti. Le train d'atterrissage est escamotable.

## Les versions
- AC-5M : Les essais du prototype ont débuté en décembre 1998. En 2006 cet appareil est vendu 25 500 euros.
- AC-5MP : Évolution expérimentale du AC-5M qui fut développé en 2002. Le moteur, un Rotax 912-UL2 de 80 ch, est monté sur un mât fixe au-dessus du fuselage. Cet appareil, dont les essais ont commencé en août 2003, est proposé comme engin sans pilote d’observation ou de surveillance atmosphérique.